# 托马斯·勒布
托马斯·勒布（德語：Thomas Loebb，1957年7月11日—），德国男子水球运动员。他曾代表西德国家队参加1984年夏季奥林匹克运动会水球比赛，获得一枚铜牌。他也曾获得1982年世界锦标赛季军。